# Het geheugenspel (film)
Het geheugenspel is een Nederlands-Belgische film uit 2023 gebaseerd op het gelijknamige boek van het Engelse schrijversechtpaar Nicci French.

## Verhaal
Vijfentwintig jaar na haar verdwijning wordt het lichaam van Nathalie Deridder gevonden tijdens graafwerkzaamheden in de tuin van haar ouderlijk huis, nadat het gat op de verkeerde locatie wordt gegraven. De vondst roept bij Eva herinneringen op aan vroeger, die zij maar niet duidelijk kan krijgen. Elke keer opnieuw lijken er dingen niet te kloppen. Op advies gaat ze naar Alex Pruijssers, een hypnotherapeut, die haar helpt om alles op een rijtje te zetten. Hieruit blijkt dat zij verdrongen herinneringen heeft, die voort lijken te komen uit traumatische herinneringen. Uit haar herinneringen komt naar voren dat haar schoonvader de dader is. Maar dit blijkt niet de waarheid te zijn. Haar herinneringen hebben zich namelijk met elkaar weten te verweven. Zij voegde de herinnering van haar schoonvader die een jonge meid deed nemen in het bos, samen met de moord die zij zag op haar vriendin Nathalie. De daadwerkelijke dader bleek Natalie haar broer en tevens de man van Eva (Claude). Dit bleek nadat Eva terug ging naar de plekken om afscheid te nemen. Natalie lag namelijk begraven onder de bbq die de avond ervoor al was gebouwd en deze details herinnerde Eva zich pas op het laatst. Aangezien Natalie en Eva zoveel op elkaar leken dacht een voorbijganger de volgende ochtend Natalie nog te hebben gezien, maar dit bleek Eva. Claude, Eva's man bekent aan Eva dat hij Natalie had verkracht. Dit leidde tot een zwangerschap. Aangezien hij wilde dat het stil gehouden werd heeft hij zijn eigen zus vermoord. Aangezien Eva ook wilde praten, probeerde hij haar te wurgen met een touw. Hier heeft hun zoon echter een stokje voor gestoken door zijn vader het hoofd in te slaan. Deze overleed aan zijn verwondingen. Over dit hele verhaal schreef Julien (de zoon) later het boek "de Ridders van de lange tafel" met veel lof voor het in de voetsporen mogen treden van zijn opa. 

## Rolverdeling
| Acteur                  | Personage         |
| ----------------------- | ----------------- |
| Anna Drijver            | Eva Ruttenberg    |
| Gert Winckelmans        | Claude Deridder   |
| Vic De Wachter          | Alain Deridder    |
| Gilda De Bal            | Martha Deridder   |
| Louis Talpe             | Theo Deridder     |
| Daan Creyghton          | Julien Deridder   |
| Martijn Hillenius       | Paul Ruttenberg   |
| Maïmouna Badjie         | Hannah            |
| Hanneke Last            | Erica             |
| Ella Van Remortel       | Nathalie Deridder |
| Elske Stout             | jonge Eva         |
| Willem Herbots          | jonge Claude      |
| Kevin Van Doorslaer     | jonge Alain       |
| Elke Van Mello          | jonge Martha      |
| Marilou Mermans         | Sonja             |
| Helder Onkelinx         | jonge Theo        |
| Sem Ben Yakar           | jonge Paul        |
| Maarten Heijmans        | Alex Pruijssers   |
| Meral Polat             | Lina              |
| Lynn Van Royen          | Helen Devreese    |
| Peter Thyssen           | Hans Vanacker     |
| Anna Verheyen           | Rosie Ruttenberg  |
| Julian Ras              | Bert Ruttenberg   |
| Maarten Ketels          | Luca              |
| Zion Luts               | jonge Luca        |
| Maartje van de Wetering | Tess Hogewijs     |
| Juliette van Emmerik    | jonge Tess        |
| Sven De Ridder          | aannemer          |
| Gertjan Pasveer         | arbeider          |
| Faroek Özgünes          | misdaadjournalist |